# Minagrion ribeiroi
Minagrion ribeiroi – gatunek ważki z rodziny łątkowatych (Coenagrionidae). Występuje na terenie Ameryki Południowej, endemicznie w Brazylii..